# Обыкновенный ледничник
Обыкновенный ледничник (лат. Boreus westwoodi) — мелкое насекомое из семейства ледничников отряда скорпионниц.

## Описание
Мелкие насекомые, длина тела составляет 2—7 мм, самки крупнее самцов. Голова клювообразно вытянутая, поверхность затылка у обоих полов морщинистая. Окраска черно-зеленая, блестящая, ноги, «клюв» и яйцеклад самок желто-бурые. Не летают, поскольку крылья у особей обоих полов редуцированы, у самцов имеются вытянутые тонкие загнутые зачатки недоразвитых крыльев, самки совсем бескрылые. На втором брюшном тергите самцов имеется поперечный гребень, на третьем также развит не имеющий латеральных лопастей гребень. Вершина створок яйцеклада самок на одном уровне с вершиной десятого тергита.

## Ареал и места обитания
Обыкновенный ледничник широко распространен на севере и в средней полосе Европы, на Украине встречается в Полесье (Житомирская, Киевская и Черниговская области) и Карпатах. Обитает в моховом покрове опушек и лесных полян равнинных и горных лесов.

## Особенности биологии
Взрослые насекомые активны с поздней осени до ранней весны. В морозы прячутся во мху, во время оттепелей образуют скопления на снегу. Летом наступает диапауза. Взрослые насекомые питаются молодыми листьями мхов, личинки — их ризоидами и останками мелких беспозвоночных. Гигрофилы. Размножаются в начале зимы, откладывая яйца на поверхности почвы под слоем мха (по одному—два в одно место). Личинки развиваются около 9 месяцев с декабря по август, в сентябре окукливаются. Через 4—8 недель из куколок выходят взрослые насекомые.

## Охрана
Обыкновенный ледничник занесен в Красную книгу Украины. Природоохранный статус вида неопределённый, его численность и причины её изменения неизвестны. Для сохранения вида необходимо исследование состояния его популяций и защита мест его обитания путём создания заказников. Как потенциально уязвимый вид обыкновенный ледничник занесен в Красную книгу природы Ленинградской области.